# Dg (spoorwegmaterieel)
De bagagerijtuigen Dg waren bagagerijtuigen van de Nederlandse Spoorwegen voor gebruik in goederentreinen. Behalve voor het vervoer van bagage dienden ze als werkruimte voor de conducteur.

## Voorgeschiedenis
Aanvankelijk werden in goederentreinen dezelfde bagagerijtuigen gebruikt als in reizigerstreinen. In 1880 begon de Hollandsche IJzeren Spoorweg-Maatschappij (HSM) met de bouw van houten bagagewagens uitsluitend voor goederentreinen. In 1911 begon ook de Maatschappij tot Exploitatie van Staatsspoorwegen (SS) hiermee, maar dan op onderstellen van oude, afgedankte rijtuigen. In de loop van de jaren 1920 werden vele tientallen oude houten bagagewagens wegens hun ouderdom afgevoerd.

## Serie Dg 2371-2420
In 1931 werd een vijftigtal nieuwe goederentreinbagagewagens met stalen opbouw besteld bij Werkspoor, ter vervanging van de verouderde houten bagagewagens voor goederentreinen. Opdrachtgever was de belangenmaatschap Nederlandse Spoorwegen, waarin de HSM en SS vanaf 1917 samenwerkten.
Het ontwerp was gebaseerd op de houten goederentreinbagagewagens van de SS uit 1911. Tot 1935 reden de Dg's direct achter de stoomlocomotief mee om te profiteren van de stoomverwarming die deze leverde. Nadat in 1935 de doorgaande rem op goederenmaterieel werd ingevoerd, verhuisden de goederentreinbagagewagens naar het uiteinde van de trein, om zodoende aan de staart van de trein altijd over een beremd voertuig te beschikken. Voor de verwarming van de begeleider werden de Dg's voorzien van een kachel. Gedurende de Tweede Wereldoorlog raakten zeven Dg's vermist en vijf onherstelbaar beschadigd. De resterende 38 werden, in tegenstelling tot rijtuigen en treinstellen, niet vernummerd om weer een aaneengesloten nummerserie te verkrijgen. Met de uitbreiding van het aantal Dg's in de jaren 1954-1958 en de door ouderdom slechter wordende staat, werden de vooroorlogse Dg's in 1962 afgevoerd. Een viertal (de 2371, 2375, 2402 en 2404) kreeg een nieuwe bestemming als dienstwagen, de overige 34 werden gesloopt.

## Serie Dg 2421-2700

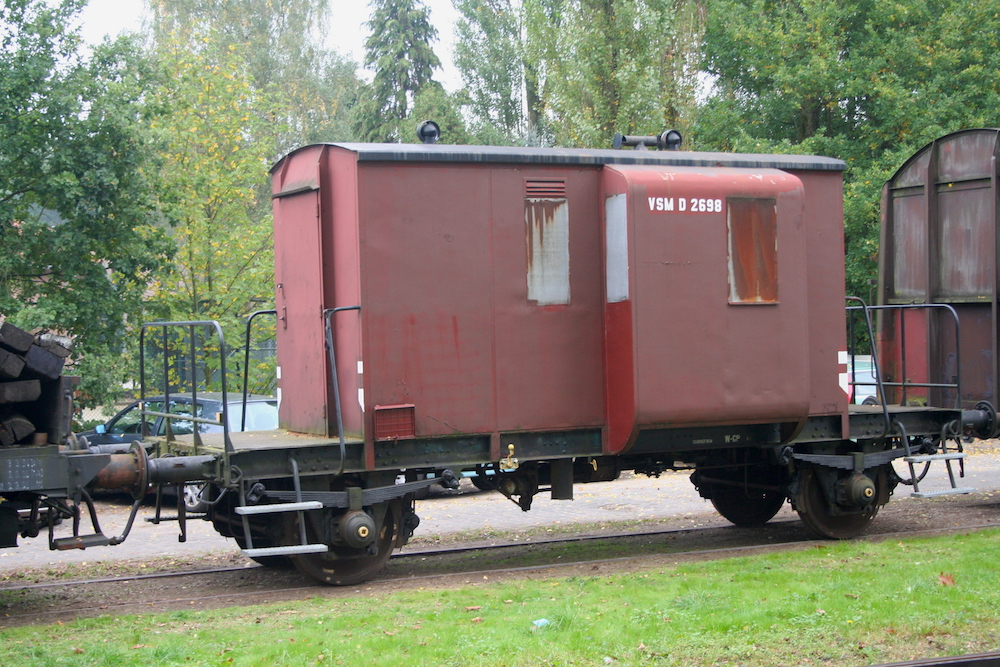
Goederentrein-bagagewagen Dg 2698 bij de VSM te Beekbergen; 14 oktober 2006.

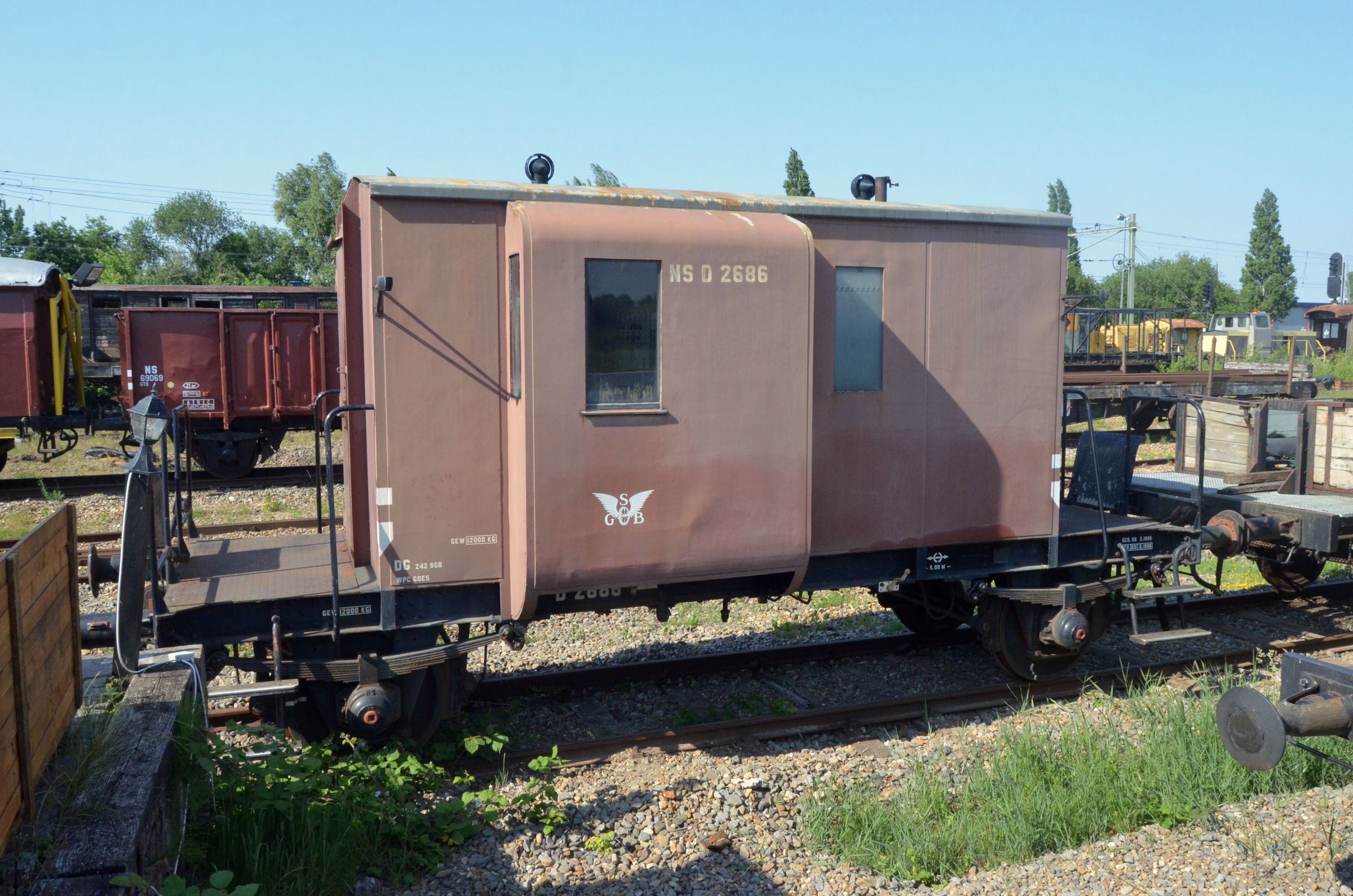
Goederentrein-bagagewagen Dg 2686 bij de SGB te Goes; 4 juni 2022.

Met de afvoer van de houten rijtuigen in de jaren 1950, het door de oorlogsomstandigheden gedecimeerde materieelpark, en het toenemende aantal goederentreinen waarin een Dg nodig was, bestelde de NS vanaf 1954 een groot aantal nieuwe goederentreinbagagewagens, die op basis van verlengde onderstellen van oude goederenwagens uit de jaren 1892-1907 (NS 7801-9478, grotendeels ex-HSM) werden voorzien van een nieuwe door de Winschoter Machinefabriek gebouwde stalen opbouw.
Echter, door het wegvallen van het kolenvervoer en om bezuinigingsredenen het gebruik van een Dg in goederentreinen achterwege te laten, daalde de noodzaak voor grote aantallen Dg's. Na 280 nieuwe Dg's werd besloten een zesde levering van nog eens 80 Dg's niet uit te voeren. Na de afvoer van de vooroorlogse Dg's in 1962 werd in 1964 besloten dat voor goederentreinen op grensbaanvakken, waarin nog wel een Dg bleef meelopen, een honderdtal Dg's voldoende zou zijn. Nadat voor 1963 reeds elf Dg's uit dienst waren genomen, werden tussen 1964 en 1966 totaal 169 naoorlogse Dg's buiten dienst gesteld. De overblijvende 100 werden in 1966 voorzien van de in dat jaar ingevoerde computernummers voor goederenmaterieel 30 84 950 0 000 tot 31 84 950 0 122 (met overslaan van de eindcijfercombinaties 09 en 90). Van de afgevoerde wagens kreeg een elftal een nieuwe bestemming als dienstmaterieel. In de loop van de jaren 1970 daalde ook het aantal Dg's, waarbij diverse wagens een nieuwe bestemming als dienstmaterieel of werkwagen kregen. Een zestal wagens werd verbouwd als 'hothopper' en voorzien van een stroomafnemer op het dak en een verwarmingskoppeling, om 's nachts rijtuigen voor te verwarmen voor de volgende dag.

## Overzicht
| Fabrikant                 | Bouwjaar  | Nummers      | Afvoer | Opmerkingen                 |
| ------------------------- | --------- | ------------ | ------ | --------------------------- |
| Werkspoor                 | 1931      | Dg 2371-2420 | 1962   |                             |
| Winschoter Machinefabriek | 1954      | Dg 2421-2470 |        | Afgeleverd in groene kleur  |
| Winschoter Machinefabriek | 1955      | Dg 2471-2520 |        | Afgeleverd in bruine kleur  |
| Winschoter Machinefabriek | 1955-1956 | Dg 2521-2570 |        | Afgeleverd in bruine kleur  |
| Winschoter Machinefabriek | 1957      | Dg 2571-2620 |        | Afgeleverd in bruine kleur  |
| Winschoter Machinefabriek | 1958      | Dg 2621-2700 |        | Afgeleverd in bruine kleur  |
| –                         | 1960      | Dg 2701-2780 |        | Gepland, maar niet gebouwd. |